# Österlenmuseer i samverkan
Österlenmuseer i samverkan är ett nätverk av privata museer i Simrishamns kommun. Nätverket tillkom i slutet av 1990-talet på initiativ från Kiviks Museum för att samverka kring utbildning och gemensamma aktiviteter. 
Sedan 2009 består nätverket av de fem museerna Kiviks museum, Skillinge sjöfartsmuseum, Lantbruksmuseet i Hammenhög, Tommarps skol- och klostermuseer samt Gislövs smidesmuseum, som samverkar om arrangemang som Arkivens Dag, Riksantikvarieämbetets Kulturarvsdagen och Internationella museidagen.